# アサリ属
　
アサリ属（アサリぞく、浅蜊属、Ruditapes）は、 マルスダレガイ科、アサリ亜科 Tapetinaeに属する二枚貝の分類群である。

## 外観
貝殻はやや前後に長く、殻頂は前方に寄り前後非対称的で、殻の表面に細くて弱い成長脈が刻まれ放射肋と交わり光沢が無い貝をRuditapesと呼ばれることが多い。靭帯は後方に外在、蝶番の主歯は、左右にほぼ3個ずつ認めら交互に咬み合わされる。套湾入は丸みがあり、深くはない。閉殻筋は2個で、強い足を持ち足糸は出さない。水管は比較的太く、吸入管と排出管が先端近くまで融合している場合と(アサリ)、根もと近くから分かれる種がある(ヒメアサリ、ヨーロッパアサリ)。本属の殻外面の模様や内面の色は変化に富む。 主に熱帯域に生息するリュウキュウアサリ属Tapesは、殻表に円肋が刻まれるが、放射肋は刻まれず、殻内面はほぼ白色で光沢があることで本属と区別される。オキアサリやコタマガイは分子系統的にはアサリと近縁であるが、貝殻の形が前後対称的であることからGomphina属や、Macridiscus属に分類されてきた。コタマガイの水管は細くて根元から分かれる。
| 和名       | アサリ               | ヒメアサリ               | ヨーロッパアサリ       | コタマガイ           |
| ---------- | -------------------- | ------------------------ | ---------------------- | -------------------- |
| 学名       | R. philippinarum     | R. variegatus            | R. decussatus          | M. melanaegis        |
| 水管       | 先端で分かれる       | 基部近くで二つに分かれる | 根元から二叉に分かれる | 細くて二叉に分かれる |
| 成長輪脈   | 強い                 | 弱い                     | 弱い                   | 弱い                 |
| 殻の形     | 楕円形的             | やや細い楕円形           | やや鋭角的             | 前後対称的           |
| 小月面     | 暗色で明瞭           | 狭く不明瞭               | 同色で不明瞭           | やや狭く不明瞭       |
| 内面の色   | 閉殻筋痕や套線で紫色 | 淡紅色ないし黄白色       | 白色ないし黄色         | 白色                 |
| 套線の湾入 | やや浅い             | やや浅い                 | やや深い               | やや浅い             |

## 種類
かつてはTapes属にふくまれていたが、近年ではRuditapes属に分けられるようになった。属名の“Rudi”は「粗」 (crude) の意味をもつ。化石によると、始新世 (Eocene) から中新世 (Miocene)にかけて本属ふくむアサリ亜科Tapetinaeの種が分化している。欧米では大西洋産の近縁の種がVenerupis属に分類されることから、本属の種もVenerupis属とで記されることが多い。
近年の分子系統解析の結果Ruditapes属の種はいくつかの分類群 (クレード) に別れていて単系統ではないことが示唆されている。
本属名で呼ばれてきた種として、以下のような種がある。
アサリ属 Ruditapes
- アサリ Ruditapes philippinarum (Venerupis philippinarum) (A. Adams et Reeve, 1850)

　　サハリン以南の東アジア産だが、外来種として地中海で見つかっている。
- ヒメアサリ Ruditapes variegatus (Venerupis aspera) (Quoy & Gaimard, 1835)

　　相模湾以南。アサリよりも殻幅や套湾入が若干小さい。
- †キオロシアサリ Ruditapes variegatus kioroshiensis (Hirayama & Ando, 1954)[12]
- ヨーロッパアサリ Ruditapes decussatus (Venerupis decussatus) (Linnaeus, 1758)

　　欧州大西洋岸および地中海産。
- Ruditapes aureus (Polititapes aureus) (Gmelin, 1791)[14]

　　大西洋欧州岸産。
- Ruditapes bruguieri (Hanley, 1845)

　　内面が淡紅色、済州島以南。
- Ruditapes largillierti (Venerupis largillierti) (Phillippi, 1847)

　　ニュージーランドに生息。
- †ミヤムラアサリ Ruditapes miyamurensis (糸魚川淳二)Ruditapes miyamurensis

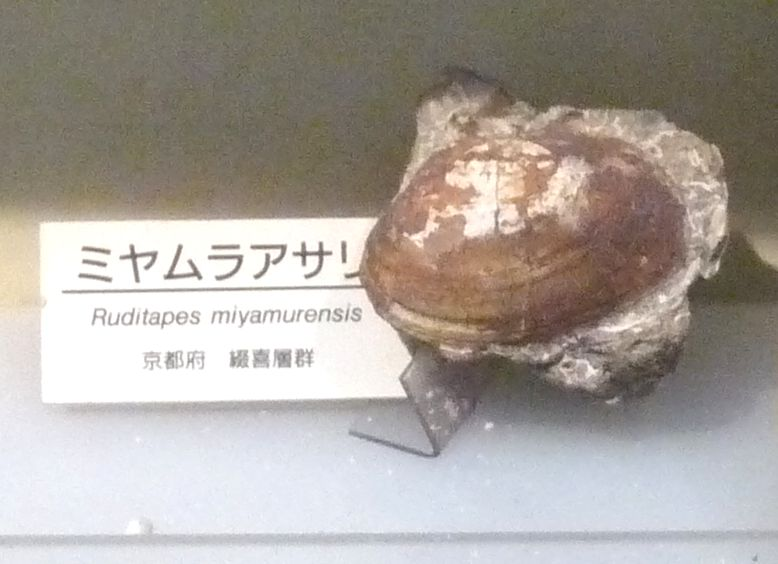
Ruditapes miyamurensis

　　京都の中新世(Miocene)地層の化石。 

## 人との関係
広く食用とされ美味い。欧米はヨーロッパアサリが“Littleneck clam”や“quahog”とともに古くから食材とされてきた。最近の日本での産地偽装についてはアサリの項参照。